# نو نیم (کلرادو)
نو نیم (به انگلیسی: No Name) یک منطقهٔ مسکونی در ایالات متحده آمریکا است که در کلرادو واقع شده‌است. نو نیم ۰٫۴۶ کیلومتر مربع مساحت و ۱۲۳ نفر جمعیت دارد و ۱٬۷۹۲٫۲۵ متر بالاتر از سطح دریا واقع شده‌است.